# Le Building
Le Building est un immeuble de style Art déco, situé au 26 rue Proudhon à Besançon, commune française de la région Bourgogne-Franche-Comté.

## Historique
Construit par André Boucton,,, en 1926,,ou 1928 sur demande de la Société anonyme de Crédit foncier de Franche-Comté,, elle y organise sa première assemblée générale le 29 juillet 1930,.
Il s'agit, à cette époque, de l'un des rares immeubles du centre-ville pourvu d'un ascenseur. Il comporte alors une salle de spectacle, une consigne, des cabines téléphoniques, une salle de conférence, un hall du tourisme, des bureaux ainsi que des logements.
En 1930, l'immeuble abrite un cabinet d'affaires. En 1931, s'y trouve le Consulat de Suisse et la Société Thermale Hôtelière et Climatique de Salins-les-bains et de Franche-Comté.
Le 19 juin 1932, après l’inauguration du monument Louis Pergaud, situé parc Micaud, le ministre Anatole de Monzie s'y rend, en compagnie de Julien Durand, député du Doubs, et du romancier Georges Lecomte, afin de visiter l'exposition permanente d'horlogerie française.
En mai 1935, l'immeuble est mis en vente,.
À partir, au moins, de juillet 1938 l’immeuble abrite un cinéma. Le 3 octobre 1988, a lieu une attaque à la bombe incendiaire, lors de la projection du film La Dernière Tentation du Christ, menée par un militant catholique intégriste, membre du Front national. Le cinéma ferme ses portes à la suite de cet attentat.
Le 29 juin 2004, il se voit délivré le label « Patrimoine du XXe siècle ».
De 2010 à 2018, le Building accueille le bar Le Pouchkine. Il cède alors sa place au restaurant Le Garden. L'immeuble accueille aussi depuis 2017, la boite de nuit La Cale.

## Description
Composé de 7 étages, le Building est un immeuble de style Art déco construit en béton armé,.
Son entrée est entourée de bas-reliefs,. Co-dessinés par André boucton et Lucien Rivet, ils représentent un montagnard et une fille tenant des fleurs. L'intérieur du hall est décoré de moulages représentant un horloger, un skieur, un vendangeur et un bûcheron,.

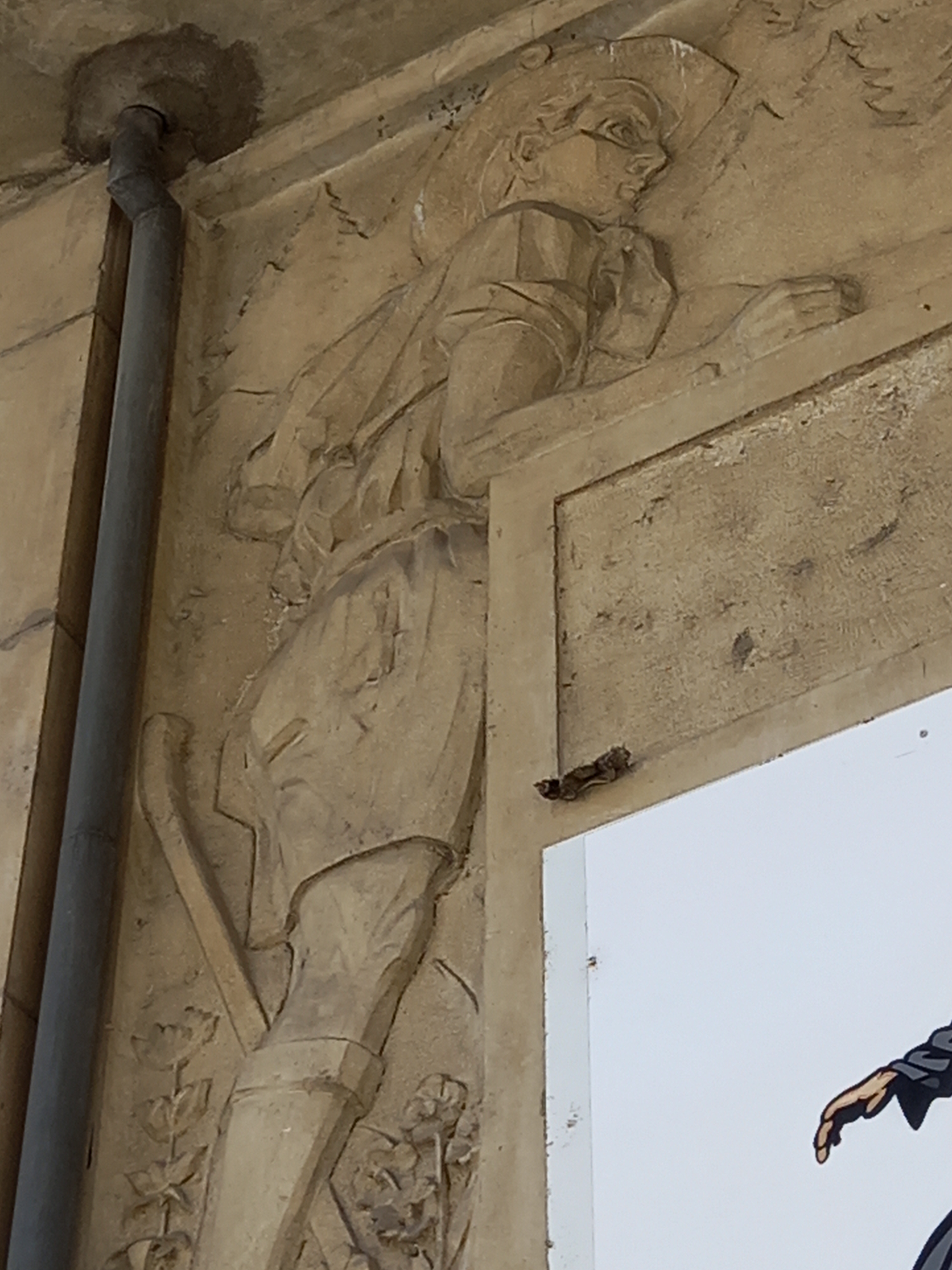
Le montagnard
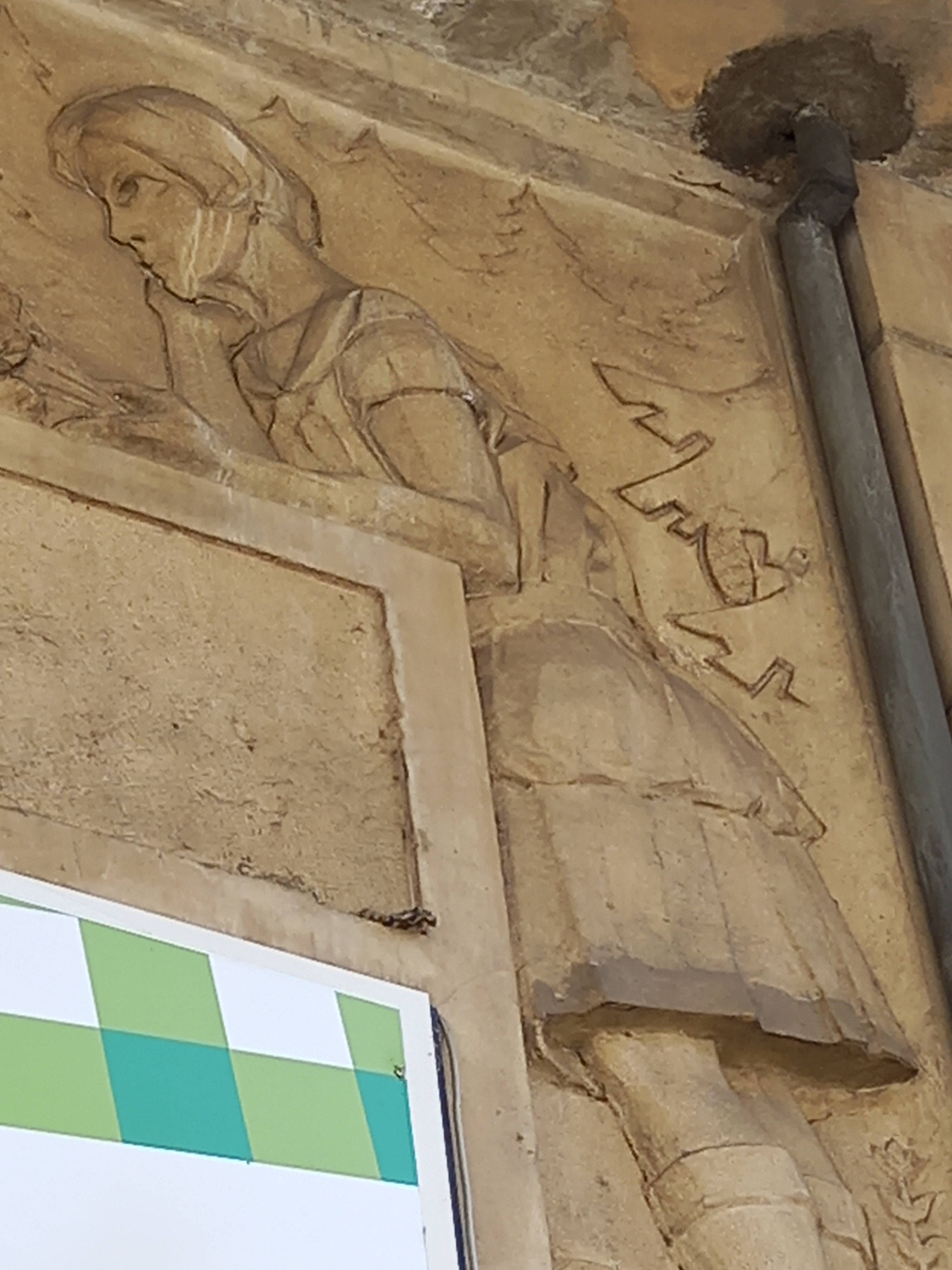
La jeune fille avec la fleur